# ジェフリー・ピーターソン
ジェフリーピーターソン (Jeffrey Peterson、1972年10月11日 - ) は、アメリカ合衆国のヒスパニックインターネットの先駆者と考えられるアメリカ人の技術起業家。
アリゾナ州の百万長者 で、ラテンアメリカに人気のあるオンラインコミュニティー、『Quepasa 』の設立者として知られている。

## 人物・来歴
アメリカ合衆国・カルフォルニア州サンタバーバラ生まれ。アメリカ人の父とイギリス人の母を持つ。父系の祖先はスペインからサンタバーバラへ移住した移民であった。ピーターソンはカリフォルニアのサンタバーバラの公立学校に通学した。
アリゾナ・リパブリックが出版した記事によると、ピーターソンはカリフォルニア大学サンタバーバラ校のコンピューター実習室のディレクターの隣で育てられ、幼い年の1978年からコンピュータープログラミングを行っていたという。
端末とモデムを通してUCSBメインフレームに何時間も継続して接続したピーターソンは、幼児期の最っとも重要な時間の多くをこの場所で過ごした。
若いグルはキャンパスのPDP-11やDEC VAXシステムの上に自分のUnix やVMSベースソフトウェアを作成することを学んだ。コンピューティングの初期では、主に技術的なシステムプログラミング科学は大学教授や技術者などといった者によって制圧されていた娯楽であった。報道によれば、仲間入りをするために、ピーターソンはMITコンピュータ科学・人工知能研究所PDP-10のためのログインを維持し、11歳で同僚に“ジェフリーピーターソン医師”として知られていた。
1981年、ピーターソンはコモドールコンピューターに集中していたソフトウェア会社にトラブルシューターとして初めて就職した。1983年には、ビンテージハードウェア製造業者LOBOシステムのための開発者として働く。1980年代半ばに、ピーターソンは無料で分布された電子掲示板やMUDゲーミングアプリケーションのためのソフトウェア開発に集中した。彼はカーネル-レベルマルチタスク専門解決策を実行することにおいての専門家として、また初期のハードウェアを伝統的な制限を越えた者として同僚の間で知られていた。10代前期で熟練したアセンブリ言語やC言語開発者となっていたピーターソン は1980年代に新生のF/OSSプログラミングコミュニティーに大きく貢献した。彼はマルチプロセッシング、Quasi-empirical 方法、また人工知能について多数の文書や記事を出版した。
ピーターソンは2004年にTheStreet.comによって出版された風刺の記事で初期のプログラミング年についてあざ笑われた 2004年4月23日にQuepasa委任声明 に記載されたピーターソンの公共の伝記はこう質問した。“この人が10歳でコンピューターをプログラムしていたと信じるべきでしょうか？”それにもかかわらず、ピーターソンはこの年で1983年に出版されたベストセラーのマイクロコンピューター本の内表示で貢献者として評価されている。
初期のプログラミング年から詳しく大学シーンを知っていたピーターソンは、1986年から1990年までUCSB 大学ラジオステーションKCSB-FMでディスクジョッキーとして働いた。 1980年代後半、ピーターソンは、ジム・ロームやショーン・ハニティーに初めてのラジオ放送の職を与えた大学ラジオステーションKCSB-FMで、16人のメンバーからなる実行委員会の“輸送管理者”の立場を保持した。
1988年、ピーターソンは後に成功した投資のキャリアを進めるために16歳で高校から中退した。彼は法学と歴史の部門で学習を続けた。

## 職歴

### ウォール街での経歴
1989年、ピーターソンは証券会社リーマン・ブラザーズで業務の職に就き、そこですぐに証券市場について学んだ。後に彼は工業試験を受け、19歳でストックブローカーとなる。いくつかの証券会社に勤めた後、投資銀行の分野に入り、コーポレートファイナンスの中で経験を積んだ。ピーターソンは1990年代前半の強い証券市場状況の間、主に株式公開取引を通して何百もの会社を融資した投資集団との協力に進みました。

### Quepasa.com
1997年に、ピーターソンはQuepasa.comを設立した。このウェブサイトはアメリカのヒスパニックインターネットユーザーに集中する初の大規模なオンラインコミュニティーであった。1年後に、彼は会社を打ち上げるために2,000万ドルの種子資本を調達するようアリゾナスポーツ界の大御所ジェリー・コランジェロを説得する。フェニックス・サンズのジェイソン・キッドが投資家として契約を結ぶ。元デンバー・ブロンコスのジョン・エルウェイも参加し、50万ドルを投資した。
数ヶ月以内に、コスタリカ大統領のホゼ・マリア・フィゲレスはQuepasaの取締役会に加わった。ピーターソンはその後スペイン語ウェブサイトの債権をソニーピクチャーズエンタテインメントとテレムンドLLCに売却した。CNBC事業所課長解説者、そして元連邦預金保険公社議長のL・ウィリアム・セイドマンがQuepasaの取締役会に加わった。マイアミ・ヘラルドのオフィスでピーターソンとのオンラインインタービュー会議を終えた後、グロリア・エステファンは正式スポークスパーソンと投資家としてQuepasaに加わった。アメリカのヒスパニック系住民の多い都市でたびたび目にするQuepasa広告看板で“エルムンドヌエボ”（新しい世界）に加入するようラティーノを奨励し、何百万人ものラティーノが加入した。
1999年6月24日に、QuepasaはNasdaq証券市場に上場し、一日の終わりまでに、Quepasaは7億2700万ドルの価値を持つことになった。若くて立派な会社設立者はCNNやCNBCでライブインタービュー紹介された。
26歳でピーターソンの財産は3,600万ドル増加した 。
一年後、Quepasa はスターメディアやYahoo!スペイン語より先にU.S. ヒスパニックのための最も人気のある目的地と指名された。

### Quepasa 経営議論
Quepasaの株式公開直後、60日前に雇用した新CEOゲリー・トゥルーイローによってピーターソンの会社は乗っ取られた。驚きの経営クーデターについてアリゾナ・リパブリックに話し、ピーターソンはこう述べた。“彼（トゥルーイロー）は預けた信頼を全て破壊した。”
マリコパ郡の上級裁判所で起こされた起訴で、ピーターソンはQuepasaと競争をしていたと、告訴された。 起訴は90日後に決着し、Quepasa はピーターソンに240万ドルを支払った。トゥルーイローは後に問題は“個性の問題”であったことを認めた  。
ピーターソンはその後Quepasa の最大の株主でありながら取締役会から辞任した。彼のQuepasa からの退去は“インターネットやそれを動かす技術の知識がない最高経営責任者と取締役会の管理下に会社を残す”ことになった。

### ヴァヤラコーポレーション
2001年6月にピーターソンはアジアの技術者の大御所ホン・リャン・ルーの息子、ブライアン・ロン・ルーとマイク・マリオットと共にインターネット検索会社ヴァヤラコーポレーションを設立した。
大規模な、活力に満ちた検索技術の開発者ヴァヤラはソフトバンク株式会社の役職員よりベンチャー投資の融資を確保することに成功した。2002年、ヴァヤラはQuepasa によって買収された。
この間、アリゾナ・リパブリックはピーターソンのキャリアについての3部構成のフィーチャーで日曜版のフロントカバーに彼の写真を掲載した。シリーズは2001年9月9日と9月10日に出版され、悪名高い世界貿易センターへの攻撃の日、2001年9月11日に終結した。

### Quepasa 奪取と再生
2002年までに、最高経営責任者トゥルーイローによってQuepasa の株は実質上無価値に成り下がっていた。マスコミの報道によると、トゥルーイローはQuepasa の市場価格の落下の理由として不利な市場状況と"インターネットバブル" を挙げた。 シカゴ・トリビューンは“インターネットの冬がデジタル風景上に冷たい風を吹いてるとしても、アメリカの一時期大成功のヒスパニック中心のウェブオペレーションであるQuepasa.com の死前喘鳴を聞いて多くの専門家は驚いている。”と述べた。
その年の後半に、ピーターソンは投資家グループを先導し、Quepasa の成功したプロキシーファイトと敵対的な企業乗っ取りを起こした。報道によればピーターソンは自らの財産から何百万ドルかを投資した 。奪取の後、ピーターソンは再びQuepasa の議長、そして最高責任者に指名された。
2004年の1月、ビジネスジャーナル・オブ・フェニックスはQuepasa で、“設立者のジェフリーピーターソンは復興の真っ只中にいる”と報道した  。2006年までに、Quepasa の株価値は1億5000万ドルまで増加した。
億万長者リック・スコットにQuepasa の株式の30%を売却し、2006年11月5日にピーターソンは再びQuepasa を離れた。

## 政治経歴
ピーターソンは民主党を通じて政治に関わっている。民主党はしばしばヒスパニック系住民に関係する。
2003年、ピーターソンは当時のアリゾナ州知事であるジャネット・ナポリターノによってアリゾナ州メキシコ委員会に任命され、2005年には、委員会の執行委員に任命された。
2005年にピーターソンはアリゾナ州不動産委員会のクロスボーダー取引委員会に任命された。委員会ではアリゾナ州とメキシコ合衆国の居住者間の国際的不動産取引に焦点をあてていた。
2005年にピーターソンはフェニックスの市長フィル・ゴードンにより2006年、債権実行委員会の技術分科会のチェアマンに任命され、2006年3月に8億5,000万ドルの債権発行が投票により承認された。
ピーターソンは2006年3月25日から2006年4月10日の移民による改革の行進を金融的に支援した。
ピーターソンは2006年6月1日にビル・クリントンをゲストとしたアリゾナ上院候補者ジム・ペダーソンのための資金調達イベントで共同ホストを務めた。
報道によると2008年8月21日にピーターソンは自宅で民主党全国委員会ハワード・ディーンと女優のスカーレット・ヨハンソンをゲストとしたバラク・オバマのための資金調達イベントを開催した。
アリゾナ州マリコパ郡の土地記録によると、ピーターソンの住所はアリゾナ州上院議員のジョン・マケインと同じ住所となっていた。

## ハリウッドとのつながり
未知の理由によってピーターソンは重要なエンターテインメント業界人との関係を維持することが知られている。例えば、ピーターソンは1999年にQuepasaへの投資家兼スポークスマンとしてグロリア・エステファンと契約した。ハリウッドの映画監督であるポール・マザースキーは、ピーターソンがヴァヤラコーポレーションを立ち上げた際に投資を行った。ロックバンド、ディシュワラの共同創立者はQuepasaの初期の登録届出書に取締役会のメンバーとして挙げられている。ラップ音楽プロデューサーのダミッザとピーターソンは子供時代からの友人だった。2005年9月にQuepasaはジェニファー・ロペスとのマーケティング取引を発表した。メキシコのテキーラを販売するサミー・ヘイガーもQuepasaと関係を築くことが報告されている。

## 現在の活動
ピーターソンはアメリカ合衆国のヒスパニック系インターネット業界において最高権威の一人であると考えられている。彼はいくつかのIT産業の顧問となっており、ニュー・ヨークにあるインターネット広告協会のヒスパニック役員としても名を連ねている。ピーターソンの伝記によると、彼はメキシコ政府の技術コンサルタントとしての役割を果たしている。
複数のニュース報道によると、ピーターソンは2009年7月9日に元マイスペース会長であるリチャード・ロゼンブラットに指揮されたデマンド・メディア社にドメイン名demand.comを売却した。